# Будапештська ініціатива відкритого доступу

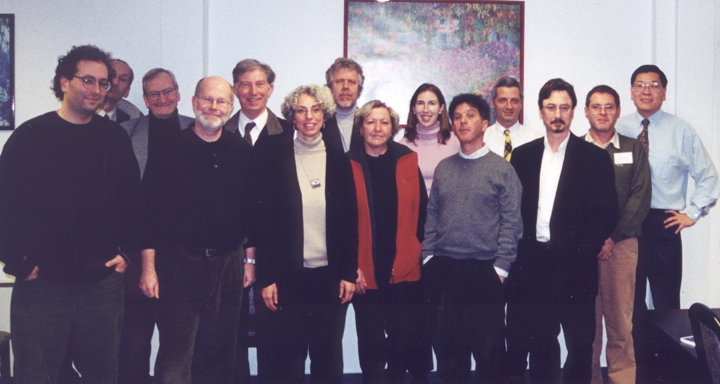
Учасники зустрічі в Будапешті, 1 грудня 2001 року.

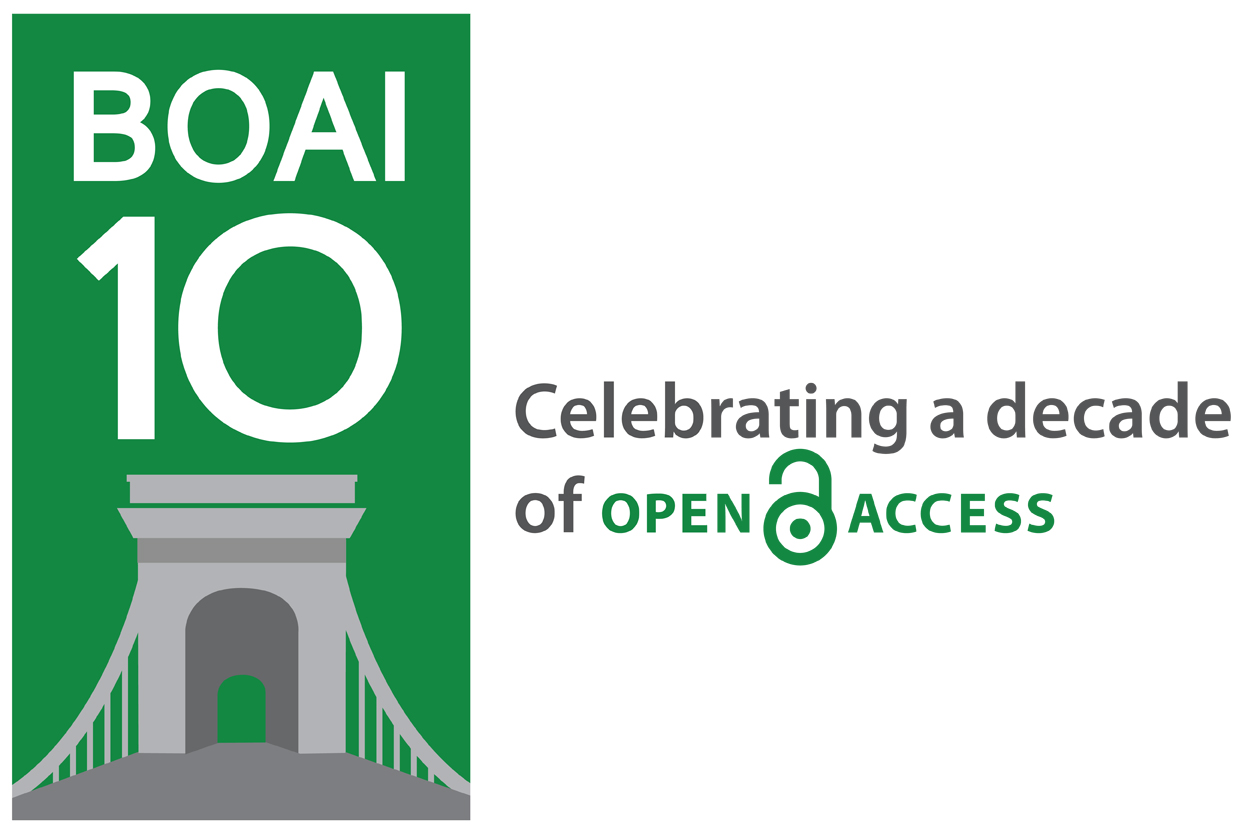
Логотип святкування 10-ї річниці Будапештської ініціативи відкритого доступу у 2012 році, збражено Ланцюговий міст Сечені у Будапешті.

Будапештська ініціатива відкритого доступу (BOAI) — громадська ініціатива щодо принципів відкритого доступу до наукової літератури, була оприлюднена для громадськості 14 лютого 2002. Вона була прийнята на конференції, скликаній у Будапешті Інститутом відкритого суспільства 1-2 грудня 2001 року з метою сприяння руху відкритого доступу. Це невелике зібрання визнають як одну з основних визначальних подій руху відкритого доступу. У 2012 році з нагоди 10-ї річниці ініціативи було стверджено «що протягом найближчих десяти років, відкритий доступ за замовчуванням стане методом для поширення нових результатів рецензованих наукових досліджень у кожній галузі та у кожній країні».

## Ініціатива
Перший абзац тексту Будапештської ініціативи відкритого доступу пояснює, що таке рух відкритого доступу та який його потенціал:
Поєднання старої традиції та нової технології може принести безпрецедентно велику суспільну користь. Стара традиція — це готовність вчених та дослідників безоплатно публікувати результати своїх праць у наукових виданнях для отримання та поширення нових знань. Новою технологією стає Інтернет. Громадська користь, яку приносить поєднання цих двох факторів, знаходить своє вираження у електронному розповсюдженні по всьому світу журнальних статей, відрецензованих експертами, та абсолютно вільному і необмеженому доступі до них учених, дослідників, викладачів, студентів та усіх, кого цікавить наука.

## Визначення відкритого доступу
У документі також міститься одне із найпоширеніших визначень відкритого доступу:

Під «відкритим доступом» ми розуміємо відкриття для всіх публікацій в Інтернеті, які можна читати, завантажувати, копіювати, поширювати, роздруковувати, знаходити чи приєднувати до повних текстів відповідних статей, використовувати для складання покажчиків, вводити їх як дані у програмне забезпечення або використовувати для інших законних цілей за відсутності фінансових, правових та технічних перешкод, за винятком тих, які регулюють доступ до власне Інтернету. Єдиним обмеженням на відтворення та поширення публікацій та єдиною умовою копірайту у цій області повинно бути право автора контролювати цілісність своєї роботи та обов'язкові посилання на його ім'я при використанні роботи та її цитуванні.

## Фінансування
Фонд Сороса спонсорував ініціативу грантом у сумі 3 мільйонів доларів США.